# Grahamia australiana
Grahamia australiana är en tvåhjärtbladig växtart som först beskrevs av John McConnell Black, och fick sitt nu gällande namn av Gordon Douglas Rowley. Grahamia australiana ingår i släktet Grahamia och familjen Anacampserotaceae. Inga underarter finns listade i Catalogue of Life.